# Josep Thomas i Bigas
Josep Thomas i Bigas   (Barcelona, 28 de febrer de 1852 - Berna, 8 d'octubre de 1910) va ser un fotogravador i impressor català.

## Biografia
Fill del mestre d'obres Eudald Tomàs, va cursar estudis d'arquitectura i, casat amb Mercè Corrons i Torrent, va tenir dos fills el 1876, Eudald i Josep, els quals també van participar en el negoci familiar.

### Societat Heliogràfica Espanyola
El 1875 fundà amb Joan Serra i Pausas, Heribert Mariezcurrena i Miquel Joaritzi Lasarte la Societat Heliogràfica Espanyola, empresa que va introduir a l'Estat espanyol la tècnica de l'heliografia, més tard coneguda com a fototípia, per a la impressió d'imatges en llibres i revistes. L'any 1877, Thomas i Meriezcurrena viatjaren a París, on estudiaren la tècnica del fotogravat al taller Gillot. D'aquesta època destaca la publicació de l'obra Album Pintoresc Monumental, encarregat per l'Associació Catalanista d'Excursions Científiques. L'empresa va ser dissolta el 1879, però Joaritzi i Mariezcurrena van continuar l'activitat al mateix local del carrer Consell de Cent, 258.

### Casa Thomàs
El 1880, Josep Thomas va obrir un nou establiment a la Gran Via de Barcelona. Amb el seu propi negoci, va continuar amb la recerca de noves tècniques i va ser un dels primers a aplicar l'autotípia, patentada per Georg Meisenbach. Entre 1895 i 1898 1895, va fer construir unes noves instal·lacions al carrer de Mallorca amb un projecte de l'arquitecte Lluís Domènech i Montaner (vegeu Casa Thomàs).
La Casa Thomàs, una de les impremtes més grans d'Europa a l'època, va destacar per la seva producció, a partir dek 1901, de postals il·lustrades amb reproduccions d'obres d'art o amb fotografies de paisatges i poblacions de tot Espanya. També són destacables les seves impressions de llibres per al mercat nacional i internacional, en especial els d'art, com la sèrie de monografies El Arte en España. Això va ser possible gràcies al coneixement de diverses tècniques d'impressió, com ara colografia, litografia, cromotípia o la fototípia, i el gravat en color (tricromia).{sfn|Tarrés Pujol|2007}} Aquest domini de la tècnica es va reflectir en la gran qualitat dels cartells, cromos o revistes produïdes per la impremta. Entre els títols més destacats de la Fototípia Thomas estan la revista gràfica La Ilustració Catalana, on van publicar els seus primers fotogravats directes, Pèl & Ploma, la seva predecessora la revista mensual Forma, «publicació ilustrada d'art espanyol antic i modern i d'obres estranjeres existents a Espanya», o Museum, entre d'altres.
Fou també la principal distribuïdora a Espanya del paper Ton, anomenat així per la mateixa Casa Thomàs.
A la seva mort el 1910, la impremta va ser continuada pels hereus de Josep Thomas després de la seva mort l'any 1910, fins a finals de la dècada dels 1940, aproximadament, com a Hijos de J. Thomas.
Des del 1975, part del fons fotogràfic de la Casa Thomàs es conserva a l'Arxiu Històric Fotogràfic de l'Institut d'Estudis Fotogràfics de Catalunya. Està format per unes 22.000 imatges de paisatges i arquitectura preses per diversos fotògrafs anònims que treballaven per encàrrec. Dins d'aquest fons, també hi ha una part important de reproduccions d'obres d'art.